# Synogarlica perłoszyja
Synogarlica perłoszyja (Spilopelia chinensis) – gatunek średniej wielkości ptaka z rodziny gołębiowatych (Columbidae). Występuje w południowej i południowo-wschodniej Azji. Nie jest zagrożony wyginięciem.

## Taksonomia

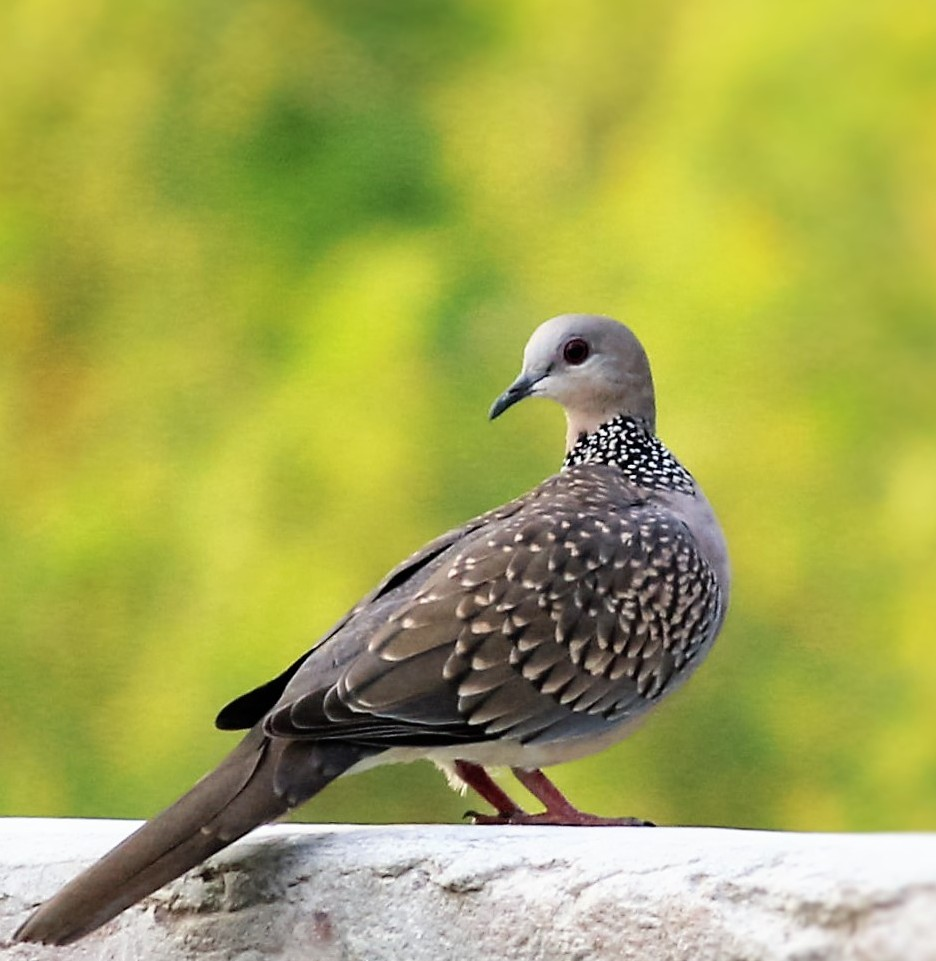
Podgatunek S. c. suratensis bywa uznawany za osobny gatunek

Po raz pierwszy gatunek opisał Giovanni Antonio Scopoli w 1786 na podstawie holotypu z Kantonu. Nowemu gatunkowi nadał nazwę Columba chinensis. Obecnie (2023) Międzynarodowy Komitet Ornitologiczny (IOC) umieszcza synogarlicę perłoszyją w rodzaju Spilopelia. Wyróżnia 5 podgatunków. Klasyfikacja nie jest jednak jasna. Synogarlica plamoskrzydła (S. (c.) suratensis) bywa uznawana za odrębny gatunek. Autorzy Handbook of the Birds of the World uznają tylko dwa podgatunki: synogarlicę sundajską (S. c. tigrina) i synogarlicę perłoszyją (S. c. chinensis).

## Podgatunki i zasięg występowania
IOC wyróżnia następujące podgatunki:
- S. c. suratensis (J.F. Gmelin, 1789) – synogarlica plamoskrzydła – Pakistan, Indie, Nepal i Bhutan
- S. c. ceylonensis (Reichenbach, 1851) – Sri Lanka
- S. c. tigrina (Temminck, 1809) – synogarlica sundajska – Bangladesz i północno-wschodnie Indie, Indochiny, Filipiny i Wyspy Sundajskie
- S. c. chinensis (Scopoli, 1786) – synogarlica perłoszyja – północno-wschodnia Mjanma po centralne i wschodnie Chiny, Tajwan
- S. c. hainana (Hartert, 1910) – Hajnan

Synogarlice perłoszyje introdukowano na Sulawesi, Moluki, Mauritius, do wschodniej Australii i Tasmanii, Nowej Zelandii (w Auckland), na Nową Kaledonię, Fidżi i do Kalifornii.

## Morfologia

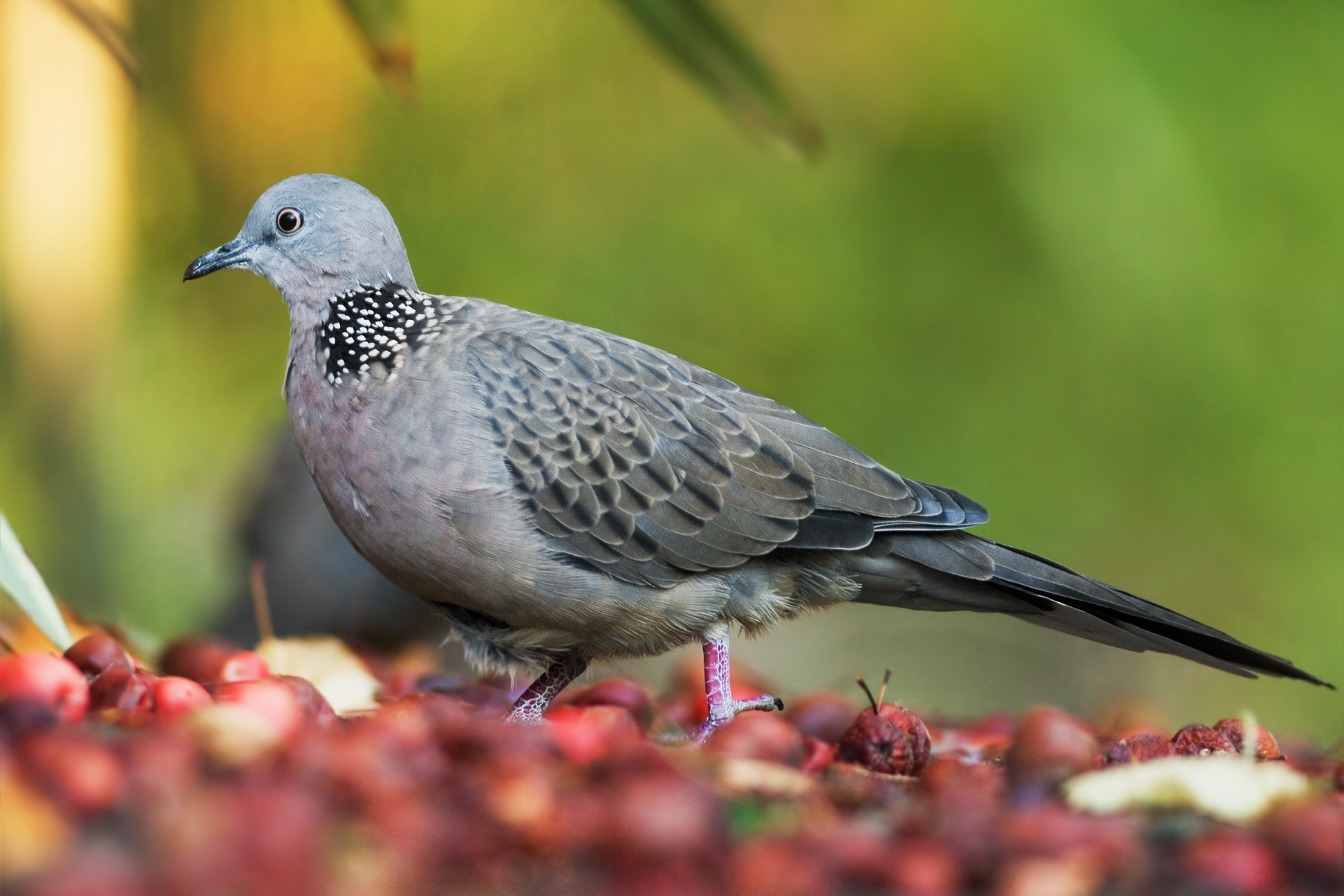
Spilopelia chinensis, Austins Ferry, Tasmania, Australia

Długość ciała wynosi 27,5–30 cm; masa ciała 106–198 g. Synogarlice perłoszyje to gołębie o smukłej budowie ciała, stosunkowo krótkich skrzydłach i długim stopniowanym ogonie. Łatwo zidentyfikować je po szerokich białych zakończeniach zewnętrznych sterówek, białych kropkach na czarnej plamie na szyi i w miarę jednolitym, ziemistobrązowym w górnych partiach upierzeniu. Pióra w górnej części grzbietu mają jasnopłowe krawędzie, a w przypadku przedstawicieli niektórych podgatunków czarne paski wzdłuż stosin. Z daleka daje to wizualny efekt łuskowania, szczególnie w przypadku pokryw skrzydłowych mniejszych. U młodych osobników nie występuje czarna plama na szyi oraz mają wyraźniejsze płowe krawędzie piór górnej części grzbietu i pokryw skrzydłowych. Tęczówka pomarańczowa po pomarańczowożółtą, dziób czarniawy po ciemnobrązowy, nogi i stopy czerwonoróżowe lub czerwonofioletowe.

## Pożywienie
Ptak żywi się głównie nasionami zbóż, jagodami, a także małymi owocami.

## Ekologia i zachowanie
Środowiskiem życia synogarlic perłoszyich są półotwarte obszary z zadrzewieniami i krzewami. Odnotowywane były od poziomu morza do 2400 m n.p.m. (w Himalajach), okazjonalnie do 4900 m n.p.m. Unikają pustyń, półpustyń, obszarów bezdrzewnych i gęsto zalesionych. Dobrze przystosowały się do siedlisk ludzkich. Przeważnie synogarlice perłoszyje przebywają samemu, w parach lub niewielkich, luźnych grupach. Żerują niemal wyłącznie na ziemi. Żywią się nasionami.

### Lęgi
Okres lęgowy w północnej części zasięgu trwa od kwietnia do czerwca, jednak w pozostałej części zasięgu lęgi notuje się cały rok, również miejscach, gdzie gołębie te introdukowano. Synogarlice perłoszyje swe gniazda budują na wysokości 1–20 m nad ziemią; mają formę typowej dla gołębi luźnej platformy z patyków. Zniesienie liczy 2 jaja; mają czysto białe połyskliwe skorupki. Inkubacja trwa 14–16 dni. Wysiadują obydwa ptaki z pary. Młode opierzają się po 14–15 dniach życia.

### Głos
Odgłosy ptaka to charakterystyczne kuu-u...kruu lub kuu...kuu-uu...kruuk.

## Status
IUCN uznaje synogarlicę perłoszyją za gatunek najmniejszej troski (LC, Least Concern). Do tej samej kategorii zalicza synogarlicę plamoskrzydłą (S. c. suratensis), którą od 2014 uznaje za osobny gatunek. Oba te taksony opisywane są jako bardzo pospolite w większości zasięgu występowania; BirdLife International ocenia trend liczebności ich populacji jako wzrostowy.